# مارسلینو گابیلان
مارسلینو گابیلان (اسپانیایی: Marcelino Gavilán‎; ۴ ژوئن ۱۹۰۹ – ۹ مارس ۱۹۹۹) سوارکار اهل اسپانیا بود.